# Platonia insignis

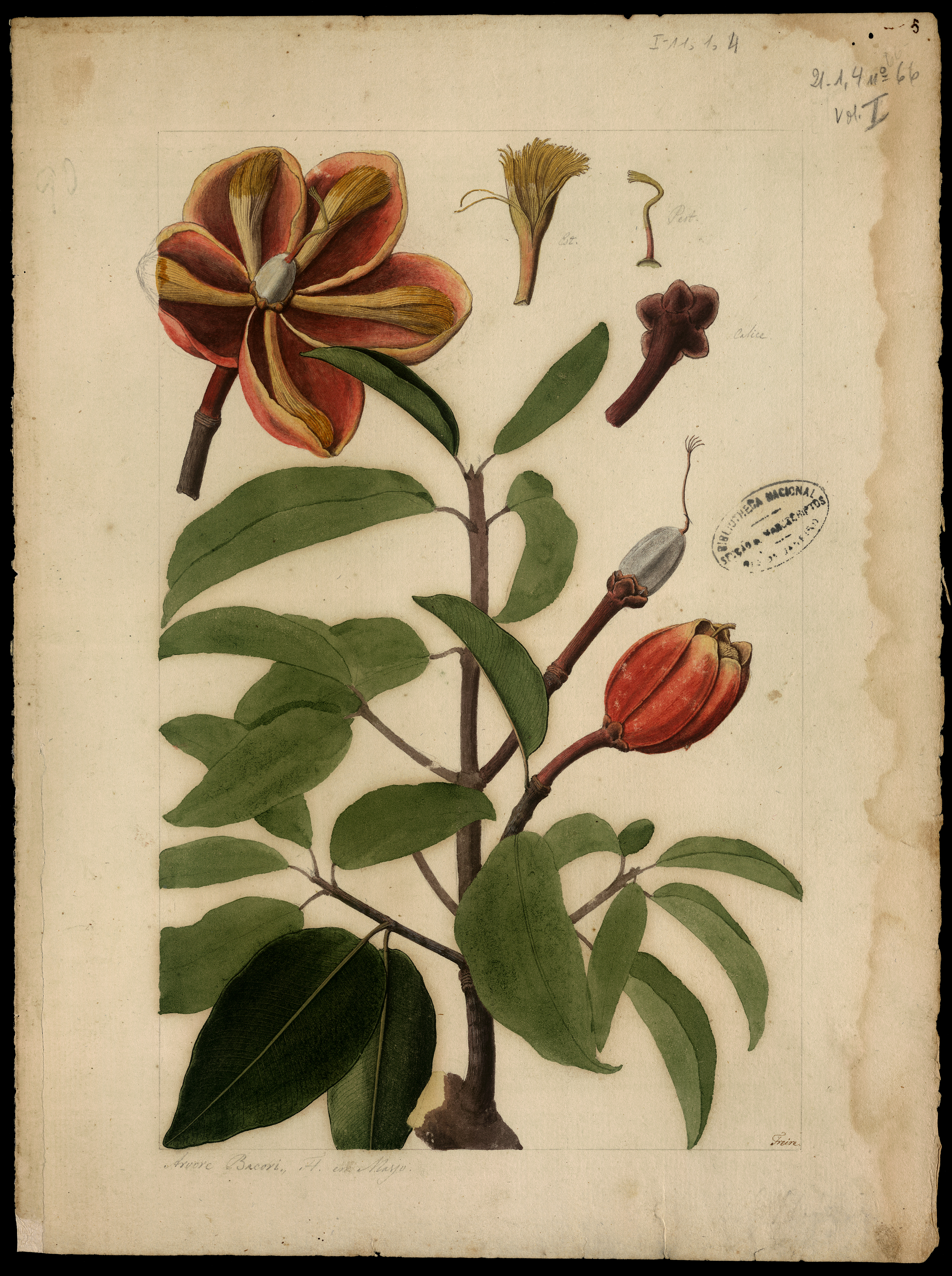
Illustration

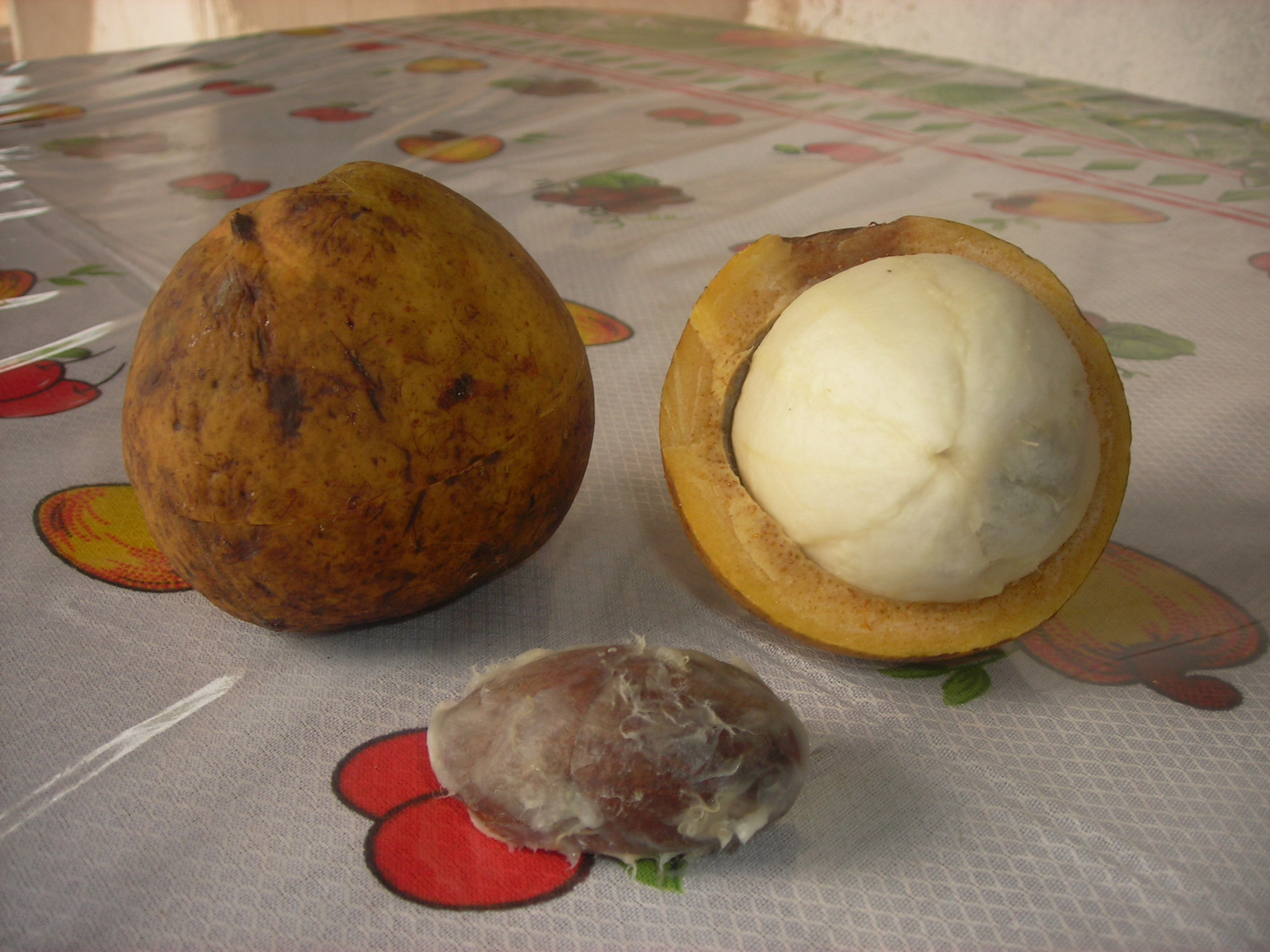
Frucht und Samen

Platonia insignis ist ein Baum in der Familie der Clusiaceae aus dem nördlichen und nordöstlichen Brasilien, Kolumbien, Venezuela und den Guyanas.
In Brasilien ist er als Bacuri oder Bakuri bekannt. Es ist die einzige Art der Gattung Platonia.

## Beschreibung
Platonia insignis wächst als immergrüner Baum bis etwa 25 Meter hoch. Der Stammdurchmesser erreicht bis 80–100 Zentimeter. Der Baum führt einen gelblichen Milchsaft.
Die einfachen und gegenständigen, milchsafthaltigen Laubblätter sind kurz gestielt und ledrig. Sie sind kahl, ganzrandig, rundspitzig bespitzt bis spitz und eiförmig, -lanzettlich bis verkehrt-eiförmig, -eilanzettlich. Die oberseits glatte und glänzende Blattspreite ist bis 14 Zentimeter lang und bis 8 Zentimeter breit. Die kurzen Blattstiele sind bis 2 Zentimeter lang. Die Nervatur ist fein gefiedert mit vielen Seitenadern. Die Nebenblätter fehlen.
Die zwittrigen und fünfzähligen, rosafarbenen bis rötlichen oder orangen, gestielten, recht großen Blüten mit doppelter Blütenhülle erscheinen einzeln und endständig. Die kleinen, ungleichen, bis 8 Millimeter langen Kelch- und die großen, aufrechten, bis 4 Zentimeter langen, breit verkehrt-eiförmigen Kronblätter sind dachig. Die vielen Staubblätter sind fünfbündelig und büschelig verwachsen, mit etwa 85–105 pro Bündel. Der fünfkammerige, große Fruchtknoten ist oberständig mit einem dicken, leicht konischen und langen Griffel mit geteilter Narbe mit länglichen Ästen. Es ist ein becherförmiger Diskus vorhanden.
Die kugelige, dick- und hartschalige, gelb-bräunliche, kahle Frucht ist bis zu 15 Zentimeter groß sowie bis 1 kg schwer. Die dicke, hartfleischige und leicht elastische Rinde ist milchsafthaltig. Es sind meist 2–4 Samen enthalten, öfters auch nur einer, die großen, eiförmigen bis ellipsoiden Samen sind bis 6 Zentimeter lang. Dort wo sich kein Samen in den Fruchtfächern entwickelt wird ein spezielles Gewebe (Filho) ausgebildet, welches von Konsumenten sehr geschätzt wird. Das weißliche, cremige Fruchtfleisch ist saftig, etwas schleimig und fibrös.

## Taxonomie
Die Erstbeschreibung der Gattung Platonia und der Art Platonia insignis erfolgte 1832 durch Carl Friedrich Philipp von Martius in Nov. Gen. Sp. Pl. Bras. 3: 168, 169. Synonyme für Platonia insignis sind Aristoclesia esculenta (Arruda) Stuntz, Moronobea esculenta Arruda nom. inval., Platonia esculenta (Arruda) Oken, Platonia esculenta (Arruda) Rickett & Stafleu nom. inval. Ein Synonym für die Gattung Platonia nom. cons. ist Aristoclesia Coville und Platonia Raf. nom. rej., wurde vorher für eine andere Gattung verwendet. Der Gattungsname ehrt den griechischen Philosophen Platon.
Es nicht ganz klar ob die Gattung Platonia monotypisch ist, es wird noch Platonia grandiflora Planch. & Triana erwähnt. Auch wird eine Varietät geführt Platonia insignis var. formosa R.E.Schult. Eine genaue Klärung steht hier noch aus.

## Verwendung
Die leicht sauren und süßen Früchte mit angenehmem Geruch sind essbar und sehr geschätzt. Aus den Samen wird ein dunkelbraunes Fett (Platoniasamenöl, Bacuributter, Bacuri oil) erhalten, welches einen hohen Schmelzpunkt aufweist wie Kakaobutter.
Aus dem Milchsaft aus der Rinde wird ein Gummiharz gewonnen. Der Milchsaft, die Rinde und das Samenfett werden medizinisch verwendet.
Das schwere, mittelharte und gut beständige Holz wird für verschiedene Anwendungen genutzt.